# Michael Fischer-Art

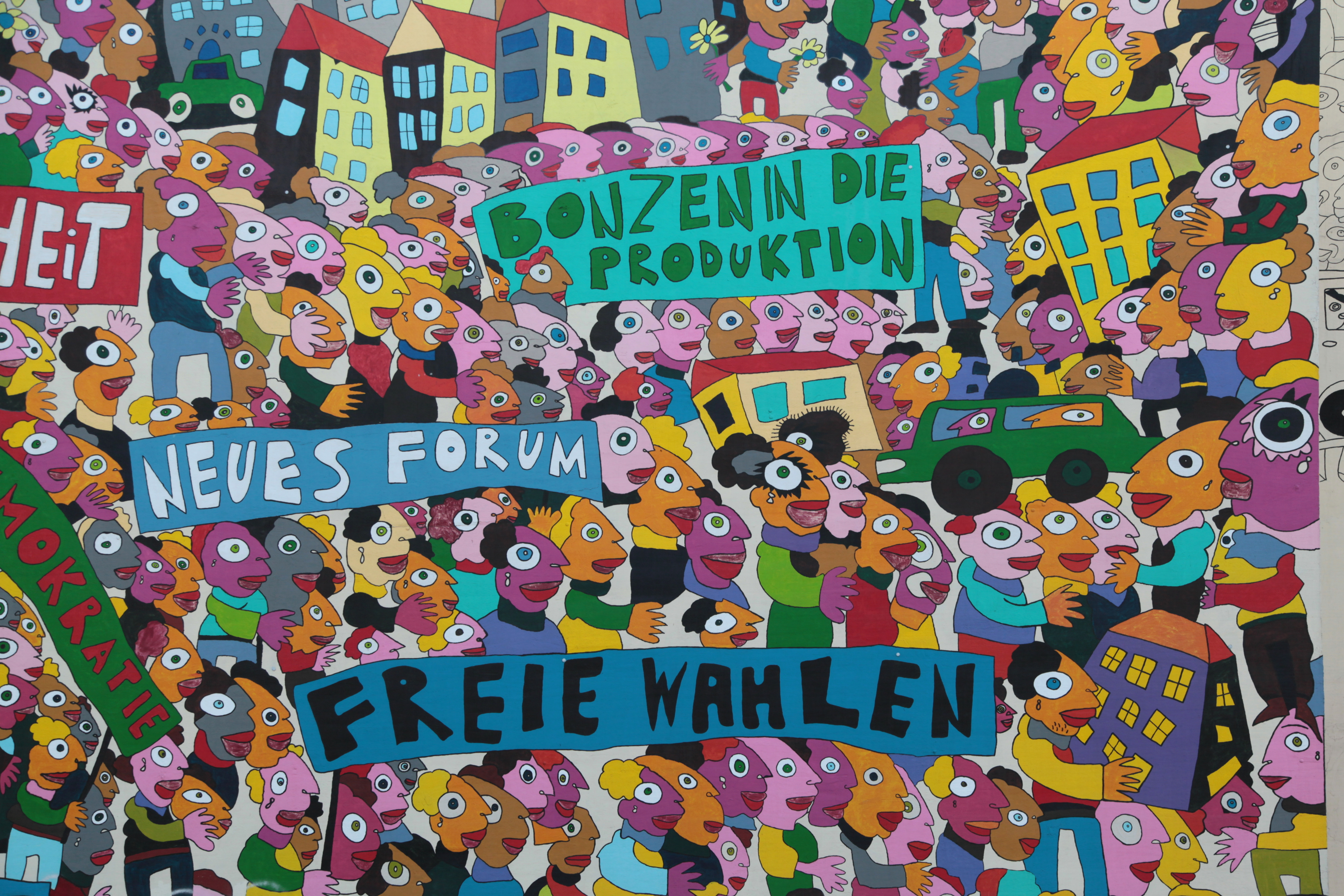
Ausschnitt eines Wandbilds zur Erinnerung an die Friedliche Revolution am Leipziger Brühl

Michael Fischer-Art (* 13. März 1969 in Leipzig) ist ein deutscher Maler und Bildhauer.

## Leben
Michael Fischer, Künstlername Michael Fischer-Art, machte eine Lehre als Maurer und Maler, arbeitete als Hausmeister und Krankenpfleger in der Psychiatrie, bevor er nach der Wende 1992 sein Abitur nachmachte. Von 1992 bis 1997 studierte er an der Hochschule für Grafik und Buchkunst in der Grafik-Klasse von Professor Rolf Münzner in Leipzig und schloss es mit einem Diplom ab. In seinem ersten Studienjahr erhielt Fischer-Art den Kunstpreis Junge Künstler sehen ihre Stadt (Jurymitglied u. a. Horst Antes), der von der Hochschule für Grafik und Buchkunst und dem später wegen Betrugs verurteilten Immobilienspekulanten Jürgen Schneider ausgelobt war.
2004 war Fischer-Art Mitglied der 12. Bundesversammlung.

## Werk
In Anlehnung an den Sozialistischen Realismus bezeichnet Fischer-Art seine Arbeiten als dem „Marktwirtschaftlichen Realismus“ zugehörig. In seiner Bildsprache bedient er sich satter Farben, großer Flächen, einfacher Strukturen und comicartigen Muppets, wodurch ein hoher Wiedererkennungswert entsteht.
Inhaltlich wirken Fischer-Arts Arbeiten sozialkritisch. So beschäftigt er sich in politisch-gesellschaftskritischen Arbeiten mit aktuellen Ereignissen wie den Terroranschlägen vom 11. September 2001, Unglücken wie dem Untergang des U-Bootes Kursk, aber auch der Sucht nach Luxus und Labels wie Louis Vuitton. Darüber hinaus fühlt sich Fischer-Art der Geschichte seiner Heimatstadt Leipzig verbunden. So tauchen in einigen seiner Leipziger Wandmalereien Die Prinzen, Bach und Goethe auf.
Fischer-Art schuf viele Arbeiten im öffentlichen Raum. 1998 gestaltete er das neue Hörsaalgebäude der TU Dresden mit einem 2400 Quadratmeter großen Wandgemälde. Im Jahr 2000 baute er einen 100 Meter langen Brunnen in der Innenstadt von Frankfurt (Oder), in dem acht bis zu 6 Meter hohe Skulpturen Wasser spucken. Weitere Kunst-am-Bau-Projekte von Fischer-Art sind das Fischer-Art-Haus in Sebnitz (2001), die Treppenhaus- und Innenhofgestaltung der HTWK in Leipzig, Wiener-Bau, Wächterstraße 13 (2001) und das Fischer-Art-Haus in Leipzig (2004) in der Karl-Liebknecht-Straße.
Abbildungen

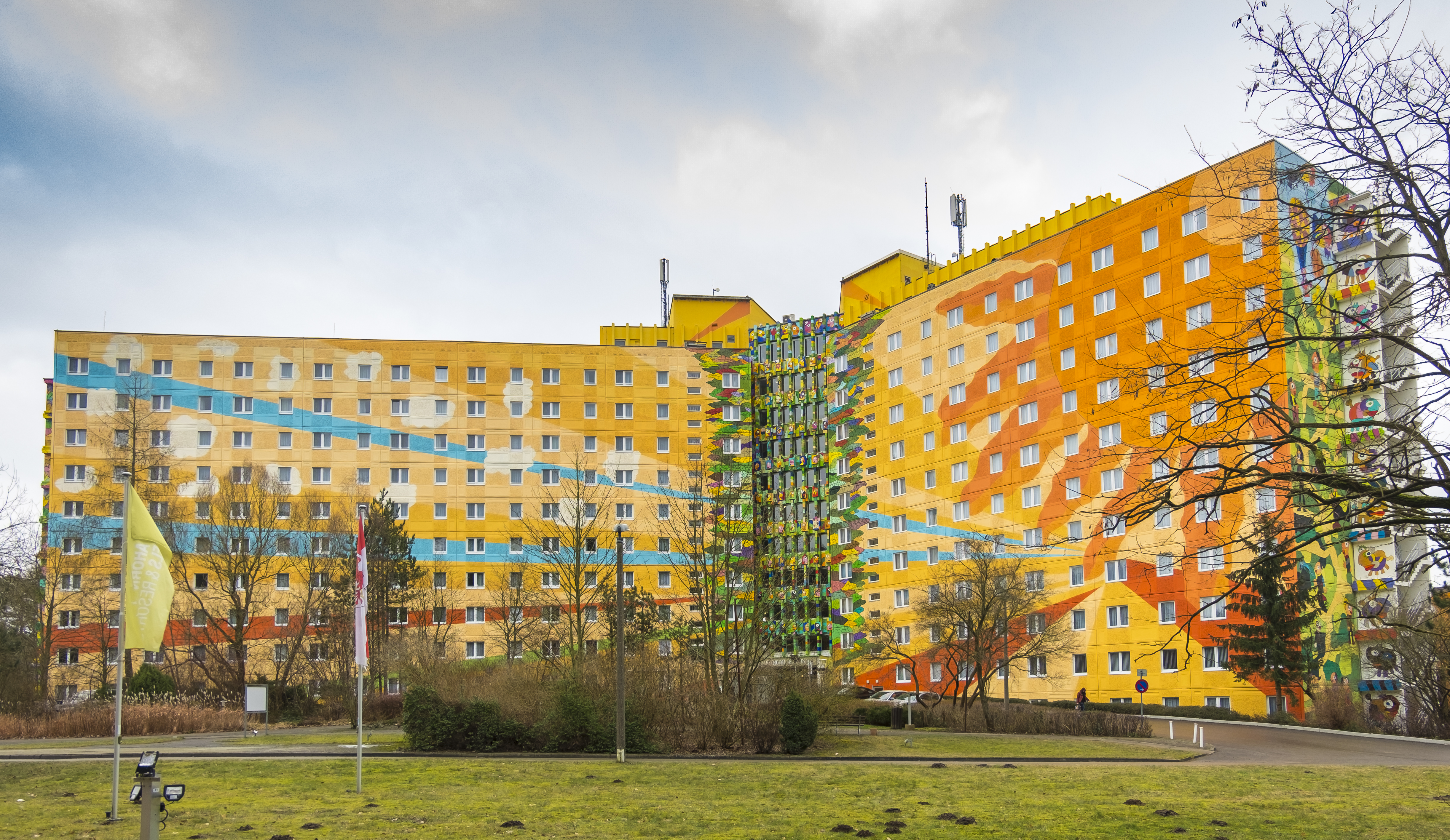
Fassade Ahorn Seehotel Templin
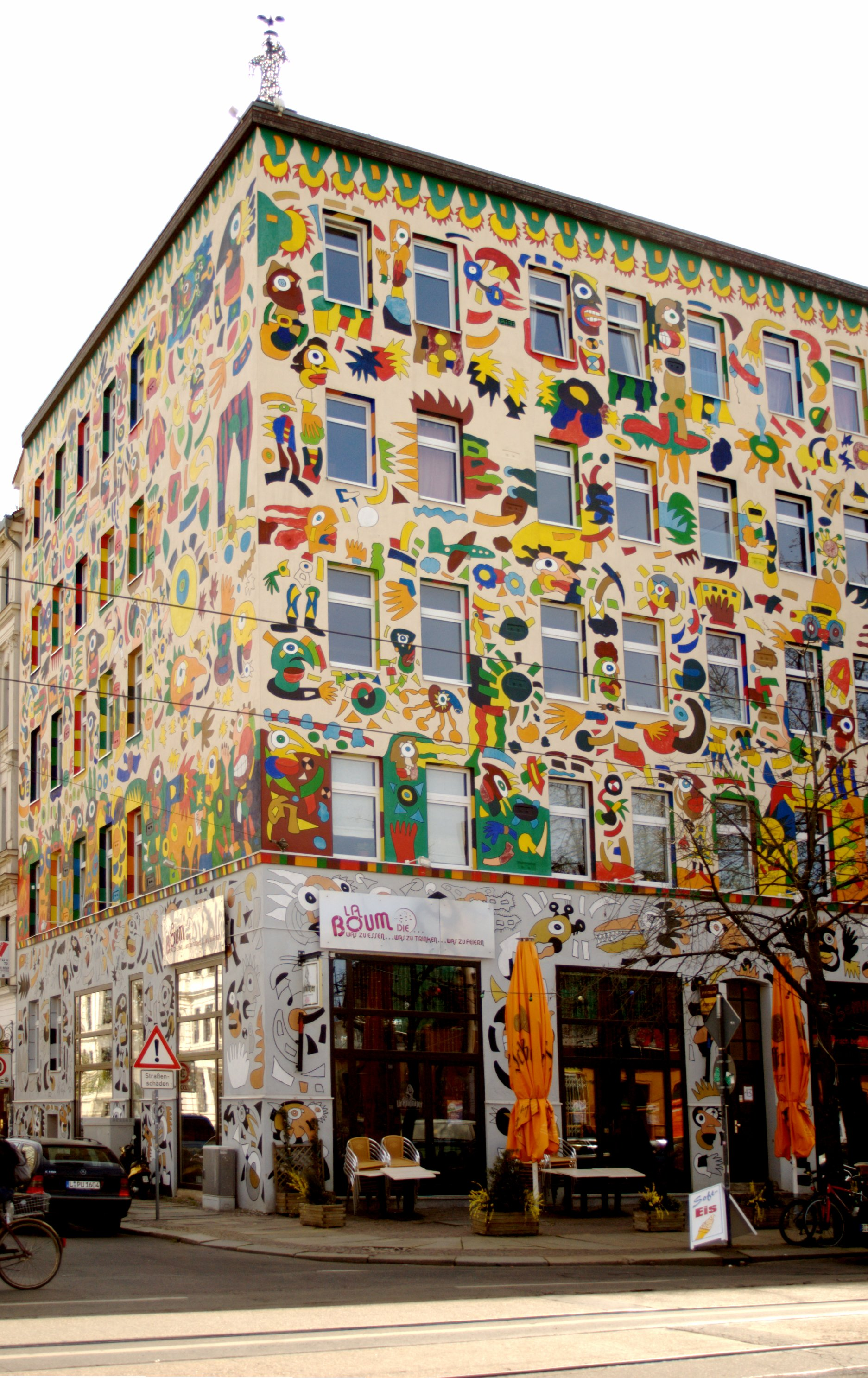
Fassade von Fischer-Art in der Karl-Liebknecht-Straße

Fischer-Art beteiligte sich 2001/02 an der Buddy-Bär-Berlin-Show Der Bär stand zwei Jahre im Neuen Kranzler Eck (Kurfürstendamm), bevor dieser zu Gunsten von Kindern in Not versteigert wurde. 2005 schuf er einen Flügelaltar für die Dorfkirche von Nepperwitz. Ab dem 7. Juni 2006 verhüllte er anlässlich der Fußball-WM die kurz vor dem Abriss stehenden Brühl-Plattenbauten, ehemalige Wohnhäuser am Tröndlin-Ring, mit mehr als 13.000 Quadratmeter gestalteten Planen. In seinem Kunstwerk mit dem Titel Die drei Türme zeigte er die Leipziger Elf: eine Auswahl der aus seiner Sicht wichtigen elf Persönlichkeiten aus der Historie und der Gegenwart Leipzigs – von Johann Wolfgang von Goethe bis Oberbürgermeister Burkhard Jung.
Als Künstler pflegt Fischer-Art guten Kontakt zu Vertretern aus Politik, Wirtschaft und Showbusiness. Für das Cicero-Titelbild im August 2005 malte er den damaligen Bundeskanzler Gerhard Schröder. Weitere Porträts zeigen u. a. Bundeskanzlerin Angela Merkel (Treffen im September 2004), Schauspieler Larry Hagman (Oktober 2004) und den ehemaligen russischen Präsidenten Michail Gorbatschow (März 2005). Im Mai 2006 besuchte Friedensnobelpreisträger Desmond Tutu das Atelier des Künstlers in Leipzig. Sachsens Ministerpräsident Georg Milbradt greift für ein Pressefoto mit Fischer-Art auch schon einmal zum Pinsel. Guido Westerwelle zählte ebenfalls zu den Fürsprechern des Malers, der angetreten ist, das Grau der Innenstädte mit seinen Farben und Figuren zu bekämpfen.
Wandbild bedroht
Das oben gezeigte 3000 Quadratmeter große Bild zur friedlichen Revolution auf einer Brandmauer ist aktuell bedroht, weil ein Investor den Gebäudekomplex erworben hat. Er möchte die Bauten abreißen oder zu einem Hotelkomplex umbauen und damit das schon fast als modernes Wahrzeichen Leipzigs angesehene Gemälde verschwinden lassen. Obwohl mit dem Erwerb eine Vereinbarung geschlossen wurde, das Bild zu erhalten und zu archivieren, sind bereits Arbeiten begonnen worden, die Teile des Hauses zubetoniert haben. Es gibt aber Proteste renommierter Künstler, von Politikern und selbstverständlich des Künstlers. Dieser hat sogar angeboten, das Bild eigenhändig vorsichtig abzunehmen und in Teilen zu versteigern. Mit dem Erlös wolle er soziale Aktivitäten unterstützen. – Weder der Bauherr noch der Baukonzern haben sich bis Ende August 2024 zu dem Vorgang geäußert.

## Publikationen
- Der Weg zum Farbschock und zurück – Erstes Buch Fischer-Art. Schwarzkopf & Schwarzkopf, 1995
- Das Diplom und andere organisierte Verbrechen. Schwarzkopf & Schwarzkopf, 1997
- Kunst am Bau. Schwarzkopf & Schwarzkopf, 2002
- Leipziger Schule. Eine Interpretation. Schwarzkopf & Schwarzkopf, 2002
- Art Catalogue Neue Leipziger Schule. Pion AG, 2006
- Art Catalogue Grüsse aus Leipzig. Galleria Barbara Mahler, 2007
- Art Catalogue Life – Das Leben von Fischer-Art. Galleria Barbara Mahler, 2008
- Der Angeklagte ist anGERICHTet. Veikko Bartel mit Illustrationen von Michael Fischer-Art. PRO LEIPZIG, 2008